# ジョスリン美術館
ジョスリン美術館（英: Joslyn Art Museum）は、アメリカ合衆国のネブラスカ州オマハにある美術館である。

## 沿革
ジョスリン美術館は1931年、サラ・H・ジョスリンにより、実業家であった夫ジョージ・A・ジョスリンの追悼のために開館された。オマハにあるこの美術館はジョン及びアラン・マクドナルドによりデザインされ、そのアール・デコ調の建造物には様々な種類の大理石が使われている。また、 ノーマン・フォスターがデザインした拡張部分が1994年にオープンした。2008年には彫刻庭園の建設が始まり、2009年の夏に完成した。

## コレクション
- 古代ギリシャの陶器
- パオロ・ヴェロネーゼ、ティツィアーノ、クロード・ロラン、エル・グレコ等、16世紀及び17世紀の絵画。19世紀以降はロマン主義のウジェーヌ・ドラクロワ、ギュスターヴ・ドレ、写実主義のジャン＝バティスト・カミーユ・コロー、ギュスターヴ・クールベ、印象派からはエドガー・ドガ、クロード・モネ、カミーユ・ピサロ、ピエール＝オーギュスト・ルノワール
- ジェームズ・ピールやマザー・ブラウンといった初期アメリカの肖像画、ハドソン・リバー派の作品、ウィンスロー・ホーマーやトマス・エイキンズ等の写実主義の作品、チャイルド・ハッサムやウィリアム・メリット・チェイス等のアメリカの印象派の作品
- スイスの画家カール・ボドマーが1832年から34年にミズーリ川沿いを旅した際の作品やアルフレッド・ジェイコブ・ミラーの作品
- ネイティヴ・アメリカンの作品
- 20世紀の絵画や彫刻。アンリ・マティスやスチュアート・デイヴィス、ジョン・スローン、ロバート・ヘンライ、デボラ・バターフィールド、ドナルド・ジャッド, ソル・ルウィット、マーティン・プーリエ等。グラント・ウッドとトーマス・ハート・ベントンによるリージョナリズム(地方主義) の作品やジャクソン・ポロック、ハンス・ホフマン、ヘレン・フランケンサーラーによる抽象表現主義、ジョージ・シーガル、トム・ウェッセルマンによるポップアート

## ギャラリー

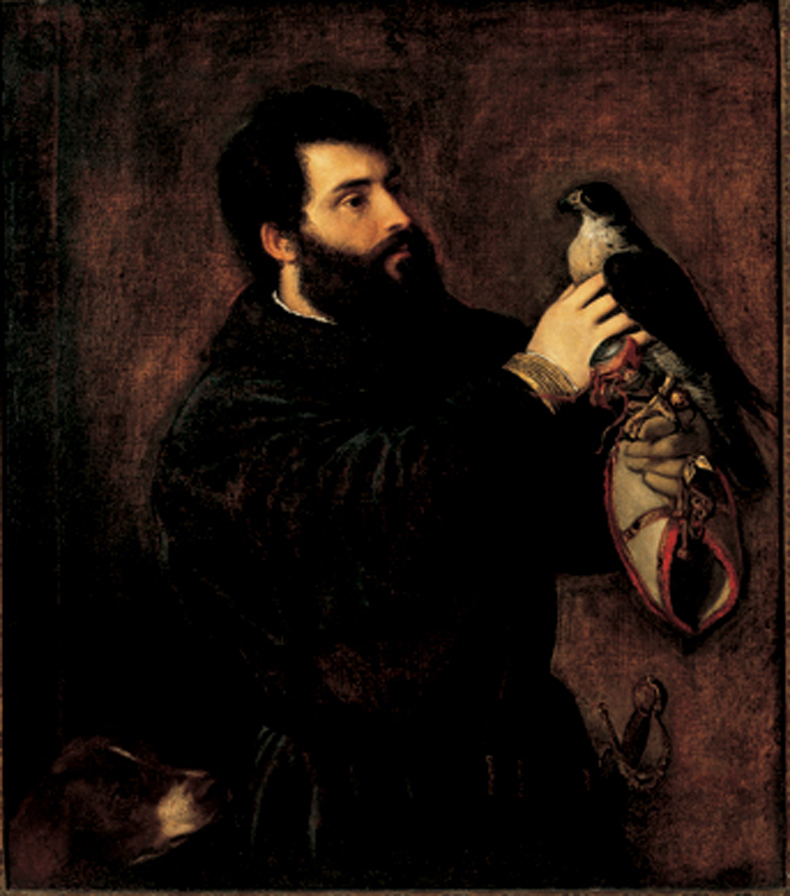
ティツィアーノ・ヴェチェッリオ『ハヤブサを持つ男の肖像』1537年
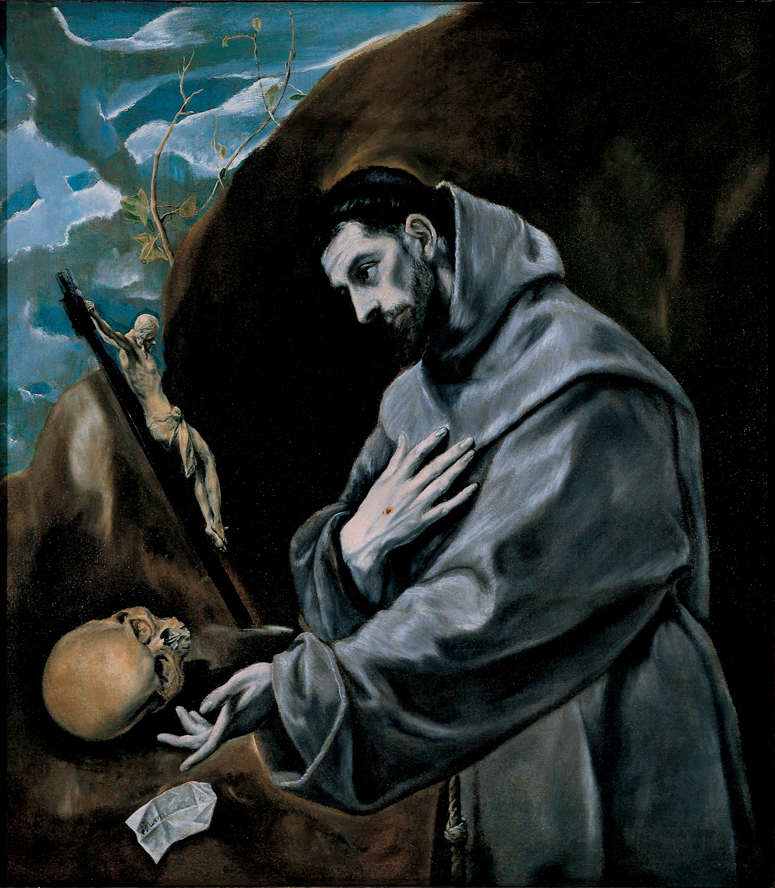
エル・グレコ『聖フランシスの平和の祈り』1580年-1585年
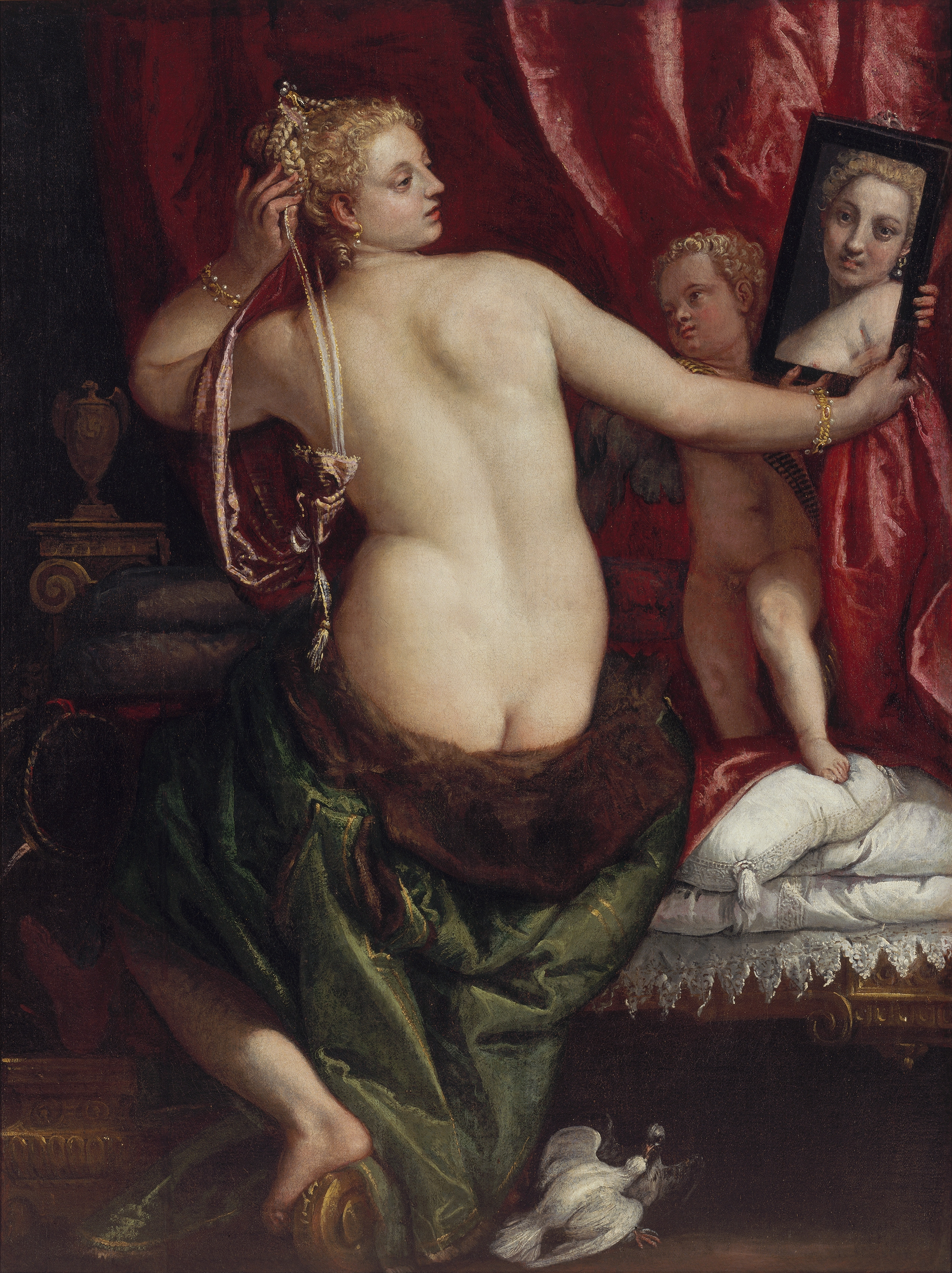
パオロ・ヴェロネーゼ『鏡の中のヴィーナス』1585年
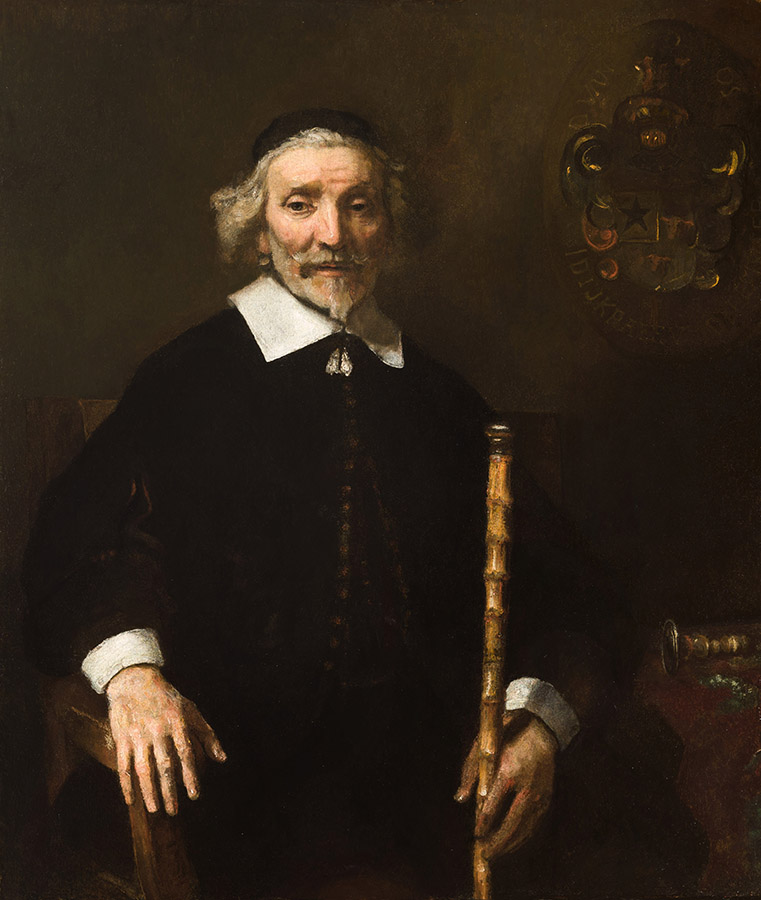
レンブラント・ファン・レイン『ディルク・ヴァン・オズの肖像』1658年
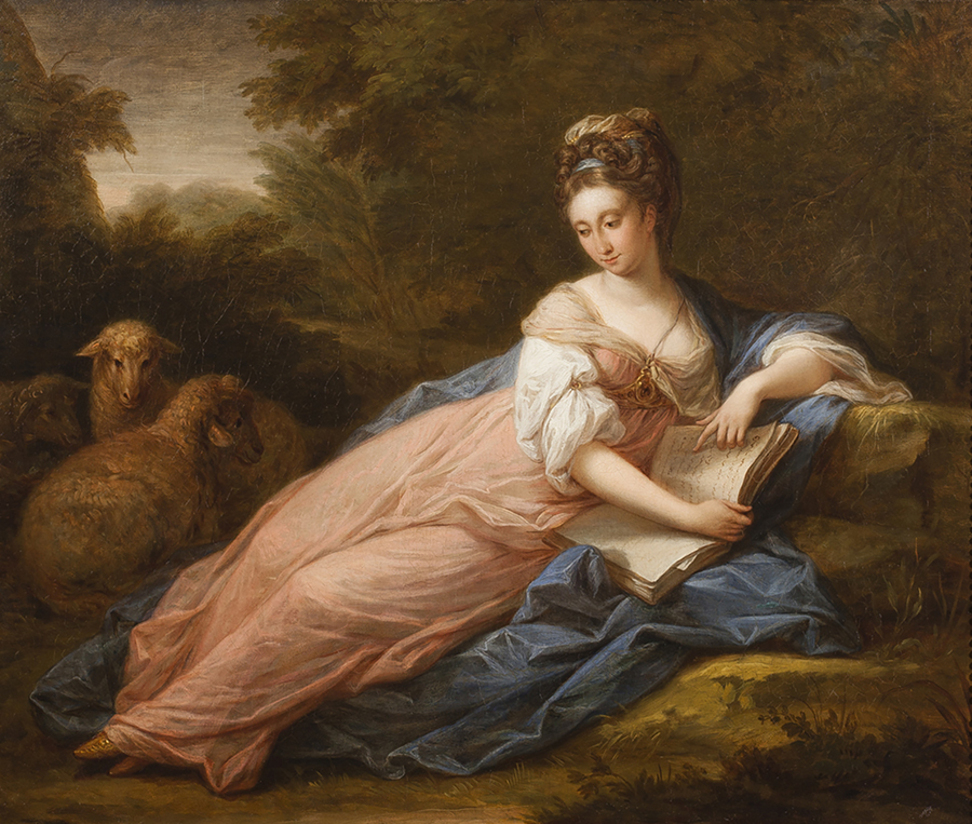
アンゲリカ・カウフマン『読書するメアリー・ティズデールの肖像』1771年-1772年
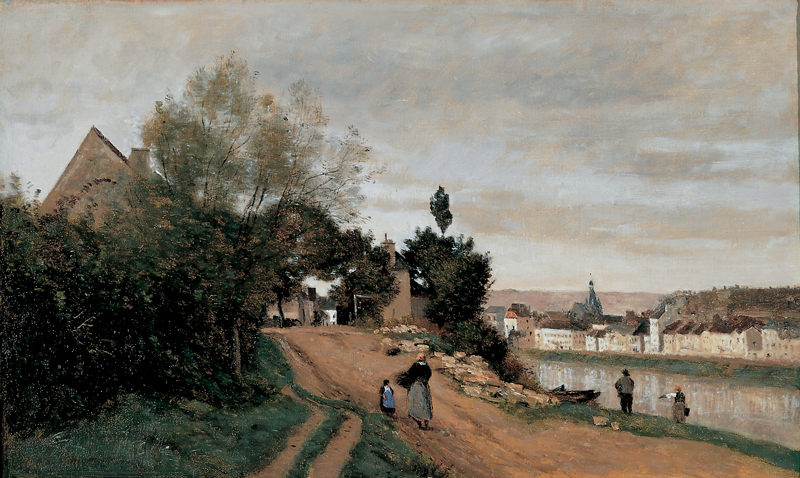
ジャン＝バティスト・カミーユ・コロー『シャトー＝ティエリ』1855年
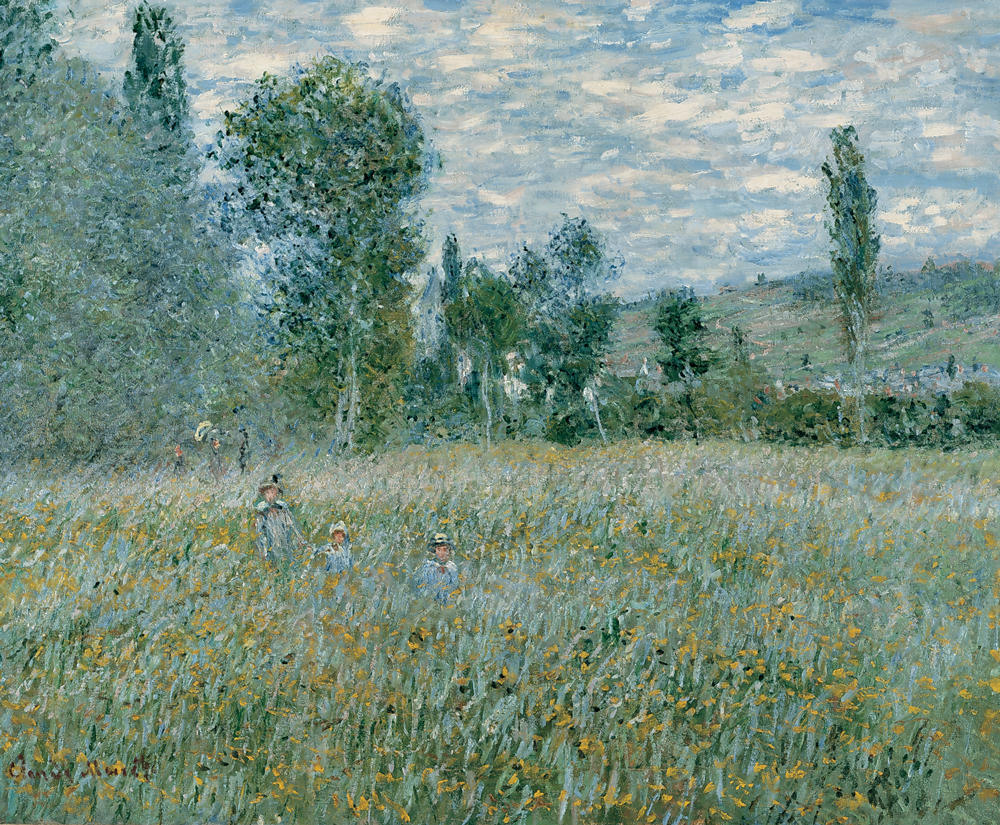
クロード・モネ『牧草地』1879年
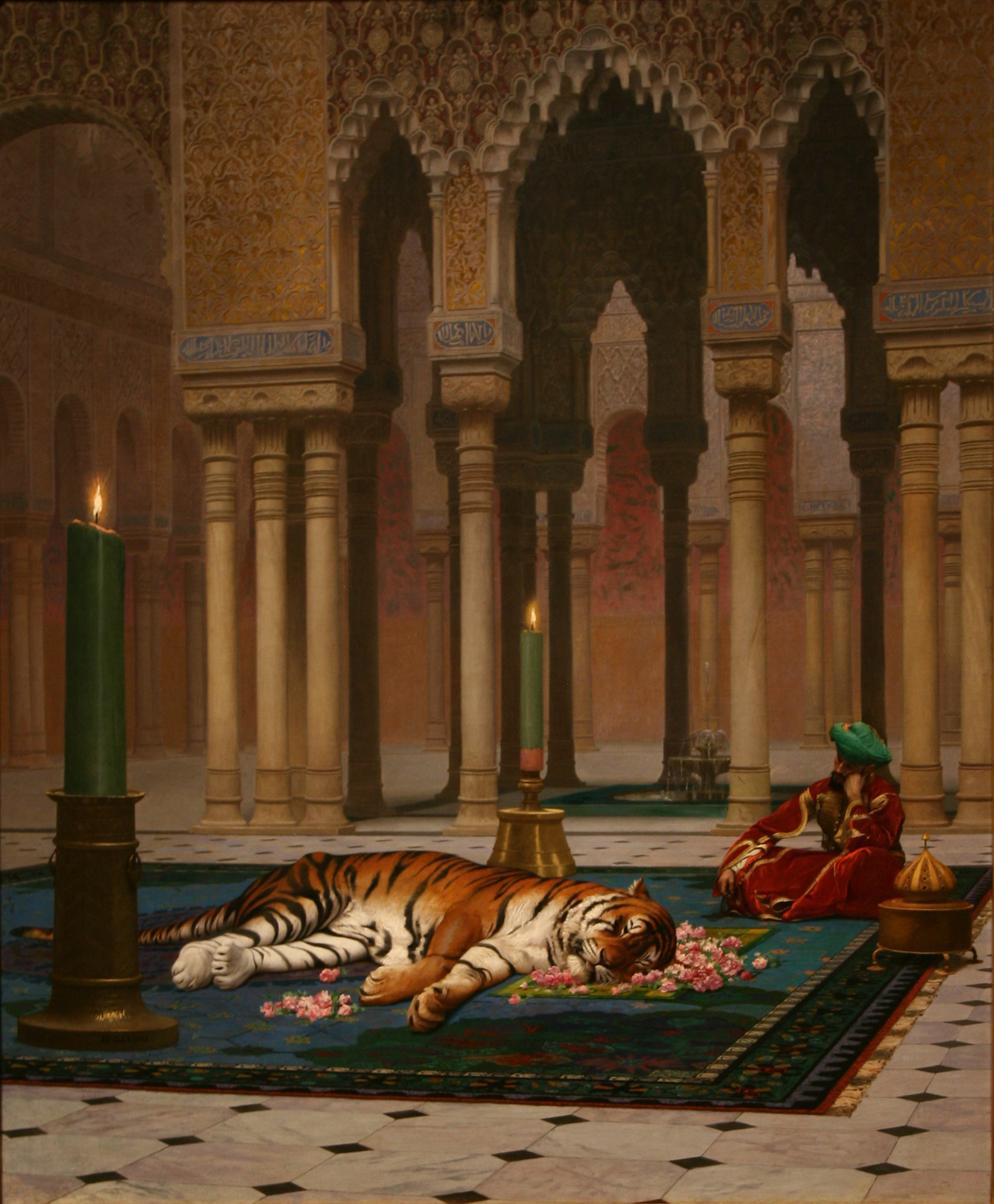
ジャン・レオン・ジェローム『パシャの嘆き』1882年
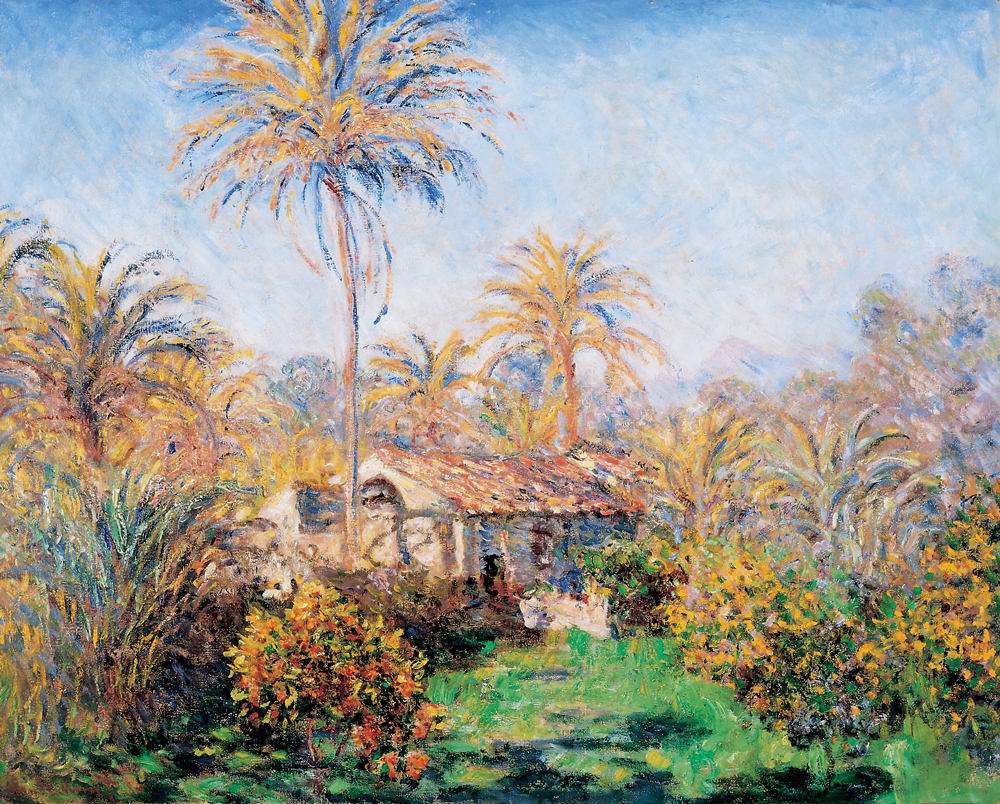
クロード・モネ『ボルディゲーラの小さな田舎の農園』1884年
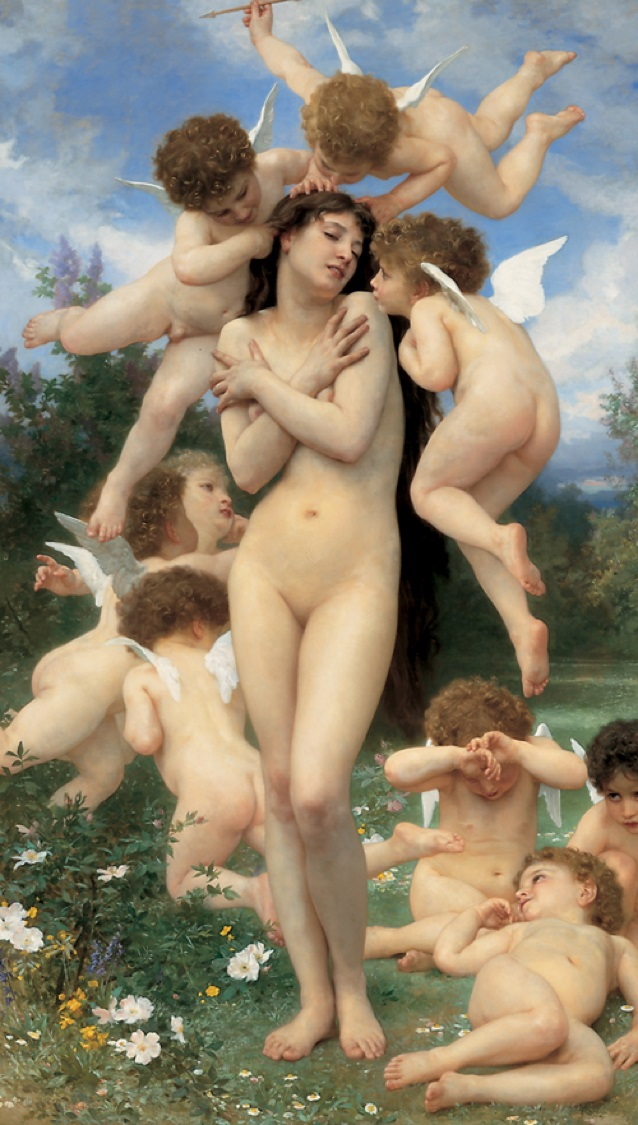
ウィリアム・アドルフ・ブグロー『春の再来』1886年
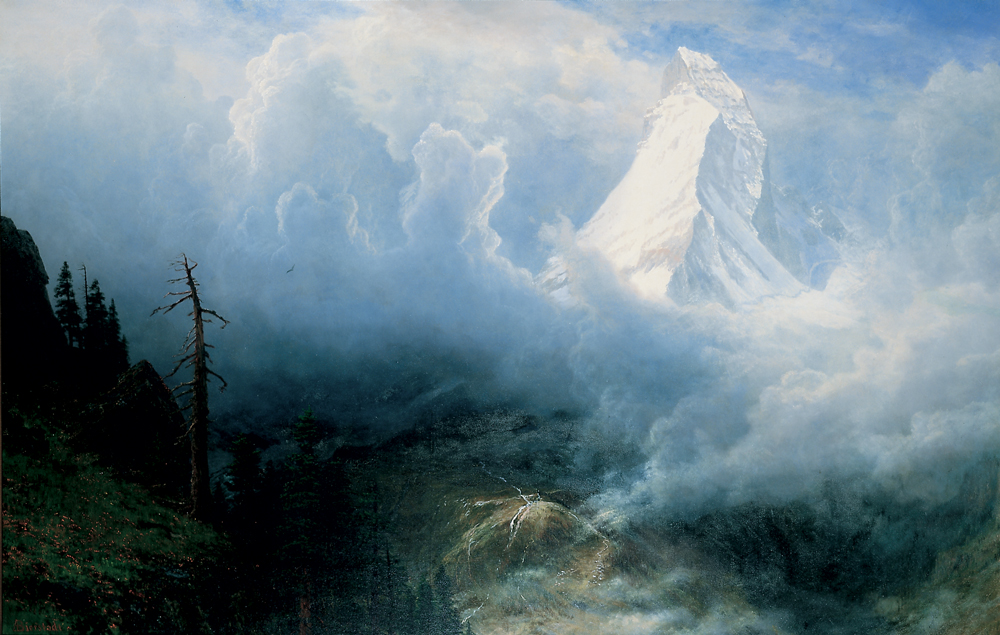
アルバート・ビアスタット『嵐のマッターホルン』1886年
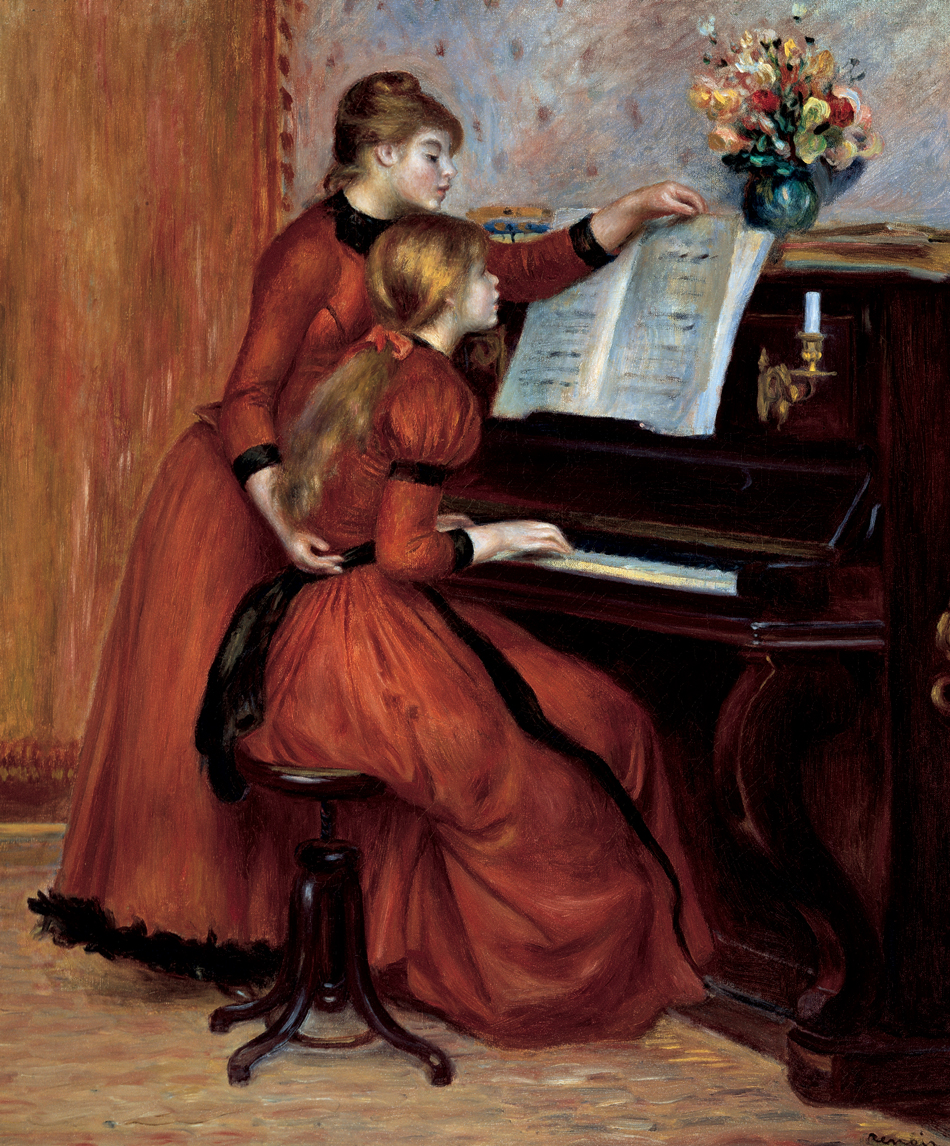
ピエール＝オーギュスト・ルノワール『ピアノに向かう若い少女たち』1889年

## 参照
1. ↑  Beal, Graham W. J. (1994). Joslyn Art Museum: A Building History. Omaha, Nebraska: Joslyn Art Museum. ISBN 0936364-25-4
2. ↑  Bain, David Haward (2004). The Old Iron Road: An Epic of Rails, Roads, and the Urge to Go West. New York City, New York: Penguin Books. pp. 65–6. ISBN 0143035266